# Shammond Williams
Shammond Omar Williams (* 5. April 1975 in New York City, New York) ist ein ehemaliger US-amerikanischer Basketballspieler, der auch die georgische Staatsbürgerschaft besitzt.

## Laufbahn
Williams spielte als Jugendlicher an der Southside High School in Greenville und hernach an der Fork Union Military Academy im US-Bundesstaat Virginia.

### College
Auf dem College spielte Williams vier Jahre für die Tar Heels der University of North Carolina und erreichte mit der Mannschaft in drei von vier Spielzeiten das Final-Four-Turnier um die NCAA Division I Basketball Championship, ohne jedoch eine Meisterschaft zu erringen. Williams erreichte in vier Jahren einen Punkteschnitt 10,8 je Begegnung. Mit 233 erzielten Dreipunktewürfen stellte Williams ebenso wie mit einer Freiwurftrefferquote von 84,8 Prozent eine Hochschulbestmarke auf.

### Profikarriere
Im NBA-Draft 1998 wurde er an 34. Stelle von den Chicago Bulls ausgewählt und wechselte, ohne ein Spiel für die Bulls bestritten zu haben, zu den Atlanta Hawks. Nach drei Spielen bei den Hawks hatte er einen Kurzvertrag bei Ülkerspor in der türkischen Basketballliga, kehrte jedoch im Sommer 1999 in sein Heimatland zurück und bekam einen Vertrag bei den Seattle SuperSonics. Nach drei Spielzeiten spielte er ab 2002 noch für die Boston Celtics, Denver Nuggets, New Orleans Hornets und Orlando Magic.
2004 wechselte er nach Europa und spielte für den russischen Verein UNICS Kasan. In dieser Zeit nahm er die georgische Staatsbürgerschaft an und wurde für seine zweite Heimat Nationalspieler. In 2005 ging er zum FC Barcelona. Im Jahr 2006 kehrte er in die NBA zurück und spielte für die Los Angeles Lakers. Ein Jahr später wechselte der Guard wieder die spanische Liga und spielte zunächst zwei Spielzeiten in Valencia und in der Saison 2009/10 für Unicaja Málaga sowie CB Murcia.
Im Mai 2010 wurde er vom italienischen Spitzenverein und Serienmeister Mens Sana Siena für einen Monat verpflichtet, ohne letztendlich für den Verein ein Spiel zu bestreiten. Danach war er zunächst ohne Vertrag, im Dezember 2010 stand er vor einer Verpflichtung durch den türkischen Erstligisten Oyak Renault, wurde aber letztendlich in 2011 durch Apollon aus dem zyprischen Limassol unter Vertrag genommen. Nach dem Meisterschaftsende auf Zypern spielte er ab März 2011 noch in Italien, wo er diesmal für Sutor Basket aus Montegranaro tatsächlich noch acht Spiele bestritt.

### Trainer
In der Saison 2011/12 weilte Williams als Gast häufig bei Übungseinheiten der University of North Carolina und tauschte sich mit dem Trainerstab aus. Im Sommer 2012 trat er eine Stelle als Assistenztrainer an der Furman University an. Nach einjähriger Amtszeit gehörte Williams von 2013 bis 2016 zum Trainerstab der Tulane University, an der er ebenfalls als Assistenztrainer arbeitete. Hernach war er 2016/17 im selben Amt an der Western Kentucky University tätig. Nach vierjähriger Unterbrechung kehrte er in den Trainerberuf zurück, als er 2021 Assistenztrainer der Frauen der Old Dominion University wurde.

## Sonstiges
Williams ist der Cousin des ehemaligen NBA-Stars Kevin Garnett.